# Jigglypuff
Jigglypuff (プリン?, Purin) è un Pokémon base della prima generazione di tipo Normale/Folletto. Il suo numero identificativo Pokédex è 39. Nel contesto del franchise creato da Satoshi Tajiri, Jigglypuff si evolve da Igglybuff ed evolve a sua volta in Wigglytuff tramite l'utilizzo dello strumento Pietralunare.
Ideato dal team di designer della Game Freak, Jigglypuff fa la sua prima apparizione nel 1996 nei videogiochi Pokémon Rosso e Blu  e compare inoltre nella maggior parte dei titoli successivi, in videogiochi spin-off, nella serie televisiva anime, nel Pokémon Trading Card Game e nel merchandising derivato dalla serie.
Un esemplare di Jigglypuff appare numerose volte nel corso dell'anime. È inoltre uno dei personaggi della serie di videogiochi Super Smash Bros.

## Descrizione
Jigglypuff ha l'aspetto di un pallone rosa. Se minacciato si gonfia e canta una melodia rilassante che fa addormentare istantaneamente i suoi avversari.
Jigglypuff si evolve in Wigglytuff se esposto ad un oggetto chiamato Pietralunare. A partire da Pokémon Oro e Argento è stato introdotto Igglybuff, uno stadio pre-evolutivo del Pokémon derivato da un uovo di Jigglypuff o Wigglytuff, che si evolve in Jigglypuff dopo aver raggiunto un livello sufficiente di amicizia con il proprio allenatore.

## Apparizioni

### Nel videogioco
Nei videogiochi Pokémon Rosso e Blu, Pokémon Oro e Argento, Pokémon Rosso Fuoco e Verde Foglia e Pokémon Oro HeartGold e Argento SoulSilver Jigglypuff è ottenibile lungo il Percorso 3. Nelle versioni Giallo e Cristallo è possibile catturare il Pokémon nei Percorsi dal 5 all'8.
Nei titoli Pokémon Oro e Argento e nei remake della quarta generazione Jigglypuff è disponibile lungo il Percorso 4. Nelle prime due versioni è inoltre ottenibile nel Percorso 46. In Cristallo è presente nei pressi dei Percorsi 34 e 35, mentre nelle versioni HeartGold e SoulSilver sarà possibile catturarlo all'interno della Zona Safari di Johto.
Nelle versioni Rubino, Zaffiro e Smeraldo è possibile catturare Jigglypuff esclusivamente lungo il Percorso 115.
Nei videogiochi Pokémon Diamante e Perla e Pokémon Platino è uno dei Pokémon presenti nel Giardino Trofeo.
In Pokémon Nero e Bianco Jigglypuff è disponibile lungo il Percorso 14. Nei videogiochi Pokémon Nero 2 e Bianco 2 è presente nei Percorsi 1 e 2, oltre che nei pressi del Cantiere dei Sogni.
In Pokémon X e Y il Pokémon è ottenibile lungo il Percorso 20, nella Valle dei Pokémon e nel Safari Amici. In questi titoli ha acquisito il secondo tipo Folletto.
Nel videogioco Pokémon Ranger è disponibile presso Autunnia mentre in Pokémon Ranger: Ombre su Almia è presente all'interno della Grotta Stalattite.
Jigglypuff è disponibile in tutti i videogiochi della serie Super Smash Bros. Oltre ad essere presente nell'omonimo titolo per Nintendo 64, è un personaggio giocante in Super Smash Bros. Melee per Nintendo GameCube, in Super Smash Bros. Brawl per Nintendo Wii e in Super Smash Bros. per Nintendo 3DS e Wii U. In Melee è ottenibile terminando la modalità Classic o Adventure e sconfiggendo Jigglypuff.

### Anime

Pikachu, Psyduck e Jigglypuff

Jigglypuff appare per la prima volta nel corso dell'episodio Sulle ali di una canzone. Il Pokémon, armato di pennarello, fa addormentare i protagonisti con la sua mossa Canto e, arrabbiato per l'effetto dell'attacco, scarabocchia il volto di coloro che vengono colti dal sonno. Diventerà un personaggio ricorrente della serie animata e seguirà il gruppo fino all'episodio Una gara pazzesca. Il Pokémon compare nuovamente in alcuni episodi ambientati nella regione di Alola.
Altri esemplari di Jigglypuff sono presenti in Un mistero dopo l'altro, Un Jigglypuff imprendibile e in Un'amica in gamba.